# Драёк
Драёк (дра́йка, от нидерл. draaien — «крутить») — ручной инструмент для проведения такелажных и парусных работ в виде короткого стержня с сужающимися концами.
В других источниках указано что «драёк» (м.) — кляп, короткая палка, употребляемая как закрутка, завёртка или как рычажок, при натяжке, выдрайке верёвок, небольшой деревянный инструмент, употребляемый при такелажных работах. Посередине драйка делают пропил (кип) для крепления стропы. Изготавливали из твёрдых пород дерева. Широко использовали при ручной обтяжке снастей, накладывании бензелей на стальные тросы, стягивании и обтягивании линей (тросов), клетневании.  «Драёк да свайка — матросская родня».